# نیکوپول، اوکراین
نیکوپول (به اوکراینی: Ні́кополь) شهری در استان دنیپروپتروفسک در کشور اوکراین است. جمعیت این شهر ۱۰۷,۴۶۴ نفر (۲۰۲۱ تخمینی) است.